# Al-Masry Sporting Club
Maillots
Actualités
Al-Masry Sporting Club (en arabe : النادي المصري للألعاب الرياضية), plus couramment abrégé en Al-Masry, est un club égyptien de football fondé en 1920 et basé dans la ville portuaire de Port-Saïd.
L'équipe est une partie d'un club omnisports dont la section la plus célèbre pratique le football.

## Histoire
Al-Masry, qui signifie L'Égyptien en arabe, est fondé le 18 mars 1920 par un groupe d'Égyptiens à Port-Saïd, pour représenter les citoyens de la ville contre les équipes étrangères durant l'occupation du pays par le Royaume-Uni. Le club sera l'un des protagonistes lors de la création de la Fédération égyptienne de football en 1921 et sera donc une des premières équipe à la rejoindre.
Étant l'un des premiers clubs du pays et l'un des plus populaires, Al Masry connaîtra ses heures de gloire dans les années 1930-40 en gagnant de nombreux titres comme la Coupe du Sultan Hussein (ancien équivalent de la coupe d'Égypte) en 1933, 1934 et 1937 et en sera finaliste en 1938.
Al Masry remporte son premier titre officiel en 1932, alors qu'il compte dans ses rangs Abdelrahman Fawzi, considéré comme l'un des meilleurs joueurs égyptiens de tous les temps. Fawzi participe d'ailleurs à la Coupe du monde de football de 1934, en Italie.
Al Masry n'a de cesse de participer au championnat d'Égypte depuis sa création en 1948. Le joueur emblématique de cette période est Saïd Al Dhizui, il finit trois fois consécutivement meilleur buteur de première division en 1949, 1950, 1951.
Au cours des années 1980, sous la direction de l'entraîneur hongrois Ferenc Puskás, Al Masry accède également deux années d'affilée en 1983 et 1984 à la finale de la coupe d'Égypte. Lors de cette période, Al Masry termine également 3e du championnat d'Égypte en 1980 et 1981, après les deux plus grands clubs du pays (Al Ahly SC et le Zamalek SC). Le joueur emblématique de cette période est le meneur de jeu Mosaad Nour.
Al Masry deviendra le premier club professionnel de l'histoire du pays durant la saison 1983-84 et sera également le premier club à acheter des joueurs étrangers, avec les iraniens Ebrahim Ghasempour et Abdolreza Barzegari.
Le club remporte sa première coupe d'Égypte en 1998, sous la direction de l'entraîneur allemand Michael Krüger.
Le 1er février 2012, des affrontements extrêmement violents entre supporteurs saïdiens et cairotes d'Al Ahly SC, occasionnent au terme d'un match plus de 70 morts.

## Bilan sportif

### Palmarès
| \| - Coupe d'Égypte (1) : - Vainqueur : 1998 - Coupe du Sultan Hussein (3) : - Vainqueur : 1933, 1934 et 1937. \| \| - Ligue du Canal (17) : - Vainqueur : 1932, 1933, 1934, 1935, 1936, 1937, 1938, 1939, 1940, 1941, 1942, 1943, 1944, 1945, 1946, 1947 et 1948. - Coupe de la Confédération Égyptienne (1) : - Vainqueur : 1992. \| |  | |
| - Coupe d'Égypte (1) : - Vainqueur : 1998 - Coupe du Sultan Hussein (3) : - Vainqueur : 1933, 1934 et 1937. |  | - Ligue du Canal (17) : - Vainqueur : 1932, 1933, 1934, 1935, 1936, 1937, 1938, 1939, 1940, 1941, 1942, 1943, 1944, 1945, 1946, 1947 et 1948. - Coupe de la Confédération Égyptienne (1) : - Vainqueur : 1992. |

### Records
- Plus grand nombre de titres en Ligue du Canal : 17
- Plus large victoire en Championnat d'Égypte : Al-Masry 11-0 Beni Suef (1964)

## Couleurs

Drapeau égyptien au moment de la création d'Al Masry

Al-Masry a opté dès son origine comme couleurs le vert et le blanc du drapeau égyptien de l'époque après la Révolution égyptienne de 1919 contre l' colonialisme britannique.

## Stade
L'équipe première joue au stade de Port-Saïd, d'une capacité d'environ dix-huit mille spectateurs. 

## Personnalités du club

### Présidents
Le président du club depuis septembre 2022 est l'égyptien Kamel Abou-Ali. Ses prédécesseurs sont les personnes suivantes :
| Nom                       | De              | Jusqu'à       |
| ------------------------- | --------------- | ------------- |
| - Ahmed Hosny             | 1920            | 1925          |
| Mohamed Al-Tobshy         | 1925            | 1930          |
| Awad Fakosa               | 1930            | 1935          |
| Ibrahim Youssef Lehita    | 1935            | 1940          |
| - Abdulrahman Pasha Lotfi | 1940            | 1964          |
| Khalil Tarman             | 1964            | 1967          |
| - Abdulhamid Hussien      | 1971            | 1974          |
| Mohamed Moussa            | 1974            | 1978          |
| Ahmed Fouad Al-Makhzangy  | février 1978    | décembre 1979 |
| Ibrahim Al-Mor            | mai 1980        | août 1980     |
| - Sayed Metwaly           | 1980            | 1988          |
| Ibrahim Al-Mor            | 1988            | 1989          |
| Sayed Metwaly             | 1989            | 1991          |
| Adel Al-Gazar             | mars 1991       | mai 1991      |
| Sayed Metwaly             | 1991            | 1997          |
| Kamel Abou-Ali            | août 1997       | décembre 1997 |
| Abdulwahab Kouta          | janvier 1998    | 2002          |
| Sayed Metwaly             | septembre 2002  | 2008          |
| Ali Fragallah             | 2008            | 2009          |
| Kamel Abou-Ali            | 2009            | 2013          |
| Yasser Yahya              | 2014            | juillet 2015  |
| Samir Halabia             | 23 juillet 2015 | août 2022     |
| Kamel Abou-Ali            | septembre 2022  | Maintenant    |

### Entraîneurs
- Ferenc Puskás[6]
- Mahmoud Al-Gohary
- Zlatko Kranjčar
- Otto Pfister
- Alexandru Moldovan
- Alain Geiger
- Hossam Hassan

### Joueurs emblématiques
(voir aussi Catégorie:Joueur d'Al-Masry Club)

### Anciens capitaines
Le capitaine actuel est l'égyptien Amr Moussa. Les footballeurs suivants l'ont été avant lui au cours de l'histoire du club :
- Ali Mabrouk
- Hassan Al-Deeb
- Helmi Mostafa
- Abdelrahman Fawzi
- Mohammed Hassan
- Mohammed Gouda
- Hamdeen Al-Zamek
- Ali Helal
- El-Sayed El-Tabei
- El-Sayed Ali
- Munir Gerges (Al-lewy)
- Adel Al-Gazar
- Mohamed Shahen
- Aboud Al-Khodary
- Mosaad Nour
- Tarek Soliman
- Mostafa Abuldahab
- El-Sayed Eid
- Ali Al-Saïd
- Talaat Mansour
- Ibrahim El-Masry
- Mohamed Omar (Al-Ako)
- Amr Al-Desoky
- Abdullah Ragab
- Hossam Hassan
- Karim Zekry
- Mohamed Gouda
- Mohamed Ashour El-Adham
- Akwety Mensah
- Amr Al-Desoky
- Mohamed Ashour El-Adham
- Osama Azab
- Ahmed Fawzi
- Islam Salah
- Amr Moussa

## Aspects juridiques et économiques

### Conseil d'administration
| Poste          | Nom                   |
| -------------- | --------------------- |
| Président      | Kamel Abou-Ali        |
| Vice-President | Rajab Abdel Qader     |
| Vice-President | Al-Husseini Abu Qamar |
| Trésorier      | Mohamed Al-Feqi       |
| Membre         | Yasser Salem          |
| Membre         | Imad Al-Barsha        |
| Membre         | Yasser Yahya          |
| Membre         | Abu Al-Azayem Salama  |
| Membre         | Ahmed Essam Shaaban   |
| Membre         | Mohamed Moussa        |
| Membre         | Ahmed Al-Tahan        |

- Source :

## Sponsors et équipementiers

### Sponsors
- Neverland

### L'équipement sportif
- Puma

## Culture populaire

### Groupes de supporteurs
Les supporters d'Al-Masry affirment qu'ils ont eu l'honneur de former le premier groupe de supporteurs organisés pour une équipe de football dans le Moyen-Orient et l'Afrique du Nord, quand ils ont formé L'Association des supporters d'Al-Masry Club en 1960 et enregistrés elle au ministère égyptien des affaires sociales sous (n ° 102 de 1960).
La partie Nord du stade de Port-Saïd est entièrement occupée par les membres des groupes Ultras. On différencie quatre secteurs de cette zone du stade.
- La tribune officielle, en partie consacrée aux responsables et adhérents du club.
- La tribune latérale, couverte de sièges verts et de tribune.
- Le virage Sud, consacrée aux spectateurs de l'autre équipe.
- Les gradins, couverts de sièges verts et dépourvus de tribune.

Les Ultras officiels du club sont :
| Nom                 | Abréviation | Date de création | Emplacement au stade             |
| ------------------- | ----------- | ---------------- | -------------------------------- |
| Ultras Grean Eagles | UGE         | 2007             | Virage Nord (Almodarag Algharby) |

## Autres sections
Al-Masry entretient également des sections de handball, athlétisme, natation, gymnastique, billard, Tennis de table et hockey sur gazon.